# Комсомольске нафтогазоконденсатне родовище
Комсомольске нафтогазоконденсатне родовище – гігантське родовище у Тюменській області Росії.

## Геологічна інформація
Унаслідок розвідки виявили численні вуглеводневі поклади у породах крейдового періоду, зокрема, у відкладах сеноманського ярусу (верхня крейда), де у пласті ПК-1 покурської свити зосереджені основні запаси газу. Розташовані глибше поклади переважно газові з нафтовою облямівкою або нафтові з газовими шапками. Всього на родовищі виявили щонайменше 7 газових, 1 газоконденсатний, 22 газоконденсатнонафтові та 44 нафтові поклади масивного, пластово-склепінного та литологічно-екранованого типів. Поклади залягають на глибинах від 930 до 2600 метрів.
Колектори – пісковики із лінзовидними вкрапленнями глин.
Запаси рідких вуглеводнів Комсомольського родовища за російськими категоріями А+В+С1+С2 оцінили у 191 млн тон. Станом на 2017 рік початкові видобувні запаси газу за категоріями А+В+С1 оцінювались у 820 млрд м3. 

## Розробка
Родовище відкрили у 1966 році, проте з огляду на геологічні умови його запуск затримався на більш ніж два десятиліття. Розробка почалась із сеноманського покладу, при цьому послідовно ввели в дію такі складові родовища як Східний купол (1993), Західний купол (1996), Північний купол (1999) та Центральний купол (2007).
Видобуток газу в 2007-му становив 30 млрд м3, а станом на початок 2017-го накопичений видобуток досягнув 600 млрд м3 газу. 
Родовище мало стати базою для газопроводу СРТО – Омськ. Втім, завершити цей проект у первісних масштабах не вдалось і видача продукції Комсомольского родовища відбувається через систему Уренгой – Челябінськ.
Розробку сеноманського покладу провадить «Газпром», тоді як нафтовими покладами опікується «Роснафта».